# Boris Hansen
Boris Mølgaard Hansen (født 1981) er en dansk forfatter bosat i Århus. Han er bedst kendt for sin fantasyserie Panteon Sagaen, der udkom på Tellerup fra 2016-2018.  
Boris Hansen er desuden kendt for dokumentaren “60 uger til udgivelse” sammen med forfatter Nanna Foss. Dokumentaren fulgte de to forfattere fra 7. september 2019 til 20. maj 2021 i deres kamp for at udgivet to nye bøger.  
I 2021 udgav Hansen Den Usynlige Krig, som er den første bog i en bogserie kaldet Tavse Verdener.  

## Biografi
Hansen blev født i Århus. Han tog en bachelor i Digitalt design, IT, æstetik og interaktion på Århus Universitet og fik i 2012 en kandidatgrad i IT. Han arbejder vedsiden af sit forfatterskab som en del af udviklergruppen MegaNørd Arkiveret 21. maj 2021 hos  Wayback Machine med at udvikle digital underholdning i nyskabende formater.

## Karriere
Hansen debuterede i 2006 med kriminalromanen Marburg-Eksperimentet, som han havde skrevet i samarbejde med sin kæreste Sara Bindeballe. Bogen blev skrevet som i forbindelse med konkurrencen Årets Århus-krimi 2006 som parret vandt. Bogen blev udgivet på Husets Forlag. 
I 2012 udkom Mytens Forbandelse, som var hans første bog i Den Ældste Myte, en trilogi, der blev udgivet hos forlaget Rosenkilde & Bahnhof. Anden bog i trilogien, Solens Følge, udkom i 2013. I 2014 udkom den sidste bog i trilogien, Evigt Mørke. 
I 2016 udgav Hansen den første roman, Vejen til Panteon, i en planlagt bogserie kaldet Panteon-sagaen. Panteon-sagaen blev udgivet hos Forlaget Tellerup og endte med at indeholde fire titler hvor titel tre, Panteons Prøve, blev opdelt i to bind der blev solgt som et sæt. 
I 2021 udgav Hansen den første roman, Den Usynlige Krig, i en planlagt tetralogi under navnet Tavse Verdener. Bogen blev udgivet af CarlsenPuls og var afslutningen på forfatter dokumentaren 60 Uger til Udgivelse. 

## 60 Uger til Udgivelse
I sommeren 2019 startede Hansen et nyt projekt op i samarbejde med forfatter kollegaen Nanna Foss.
60 Uger til udgivelse var en forfatterdokumentar, hvor man kunne følge de to forfatteres skriveproces, fra de startede deres næste bog op til den blev udgivet. Præmissen var at begge forfattere skulle have en bog færdig til udgivelse inden Bogforum i Bella Center i Oktober 2020. Grundet COVID-19, forlagsskift og andre uforudsete omstændigheder blev denne deadline ikke mødt. 
Projektet involverede bland andet månedlige podcasts, YouTube videoer, Instagram opslag, Facebook live streams. 
Projektet blev officielt afsluttet i Maj 2021 da Hansen udgav Den Usynlige Krig.

### Den Ældste myte
- Mytens Forbandelse (2012)
- Solens Følge (2013)
- Evigt Mørke (2014)

### Panteon-sagaen
- Vejen til Panteon (2016)
- Akkanas Gåde (2017)
- Panteons prøve (del 1 og 2) (2018)
- Den tiende trone (2018)

### Tavse Verdener
- Den Usynlige Krig (2021)
- De Falske Liv (2022)
- Det Lysende Hjerte (2024)
- Den Dag Historierne Ender (2024)